# Luis Fernando Suárez Vélez
Luis Fernando Suárez Vélez (Medellín, Antioquia; 14 de octubre de 1965), es un político colombiano, odontólogo de profesión que ha desempeñado diversos cargos públicos. El 5 de junio de 2020, fue designado por el presidente Iván Duque Márquez como Gobernador de Antioquia (E) tras la suspensión de Aníbal Gaviria Correa.

## Trayectoria
| Cargo público          | Entidad                  | Fecha Inicio             | Fecha Fin                |
| Secretario de gobierno | Gobernación de Antioquia | 2 de enero de 2020       | 4 de junio de 2020       |
| Secretario de gobierno | Gobernación de Antioquia | 18 de octubre de 2020    | 3 de marzo de 2021       |
| Secretario de gobierno | Gobernación de Antioquia | 29 de septiembre de 2021 | Presente                 |
| Gobernador encargado   | Gobernación de Antioquia | 5 de junio de 2020       | 17 de octubre de 2020    |
| Gobernador encargado   | Gobernación de Antioquia | 4 de marzo de 2021       | 28 de septiembre de 2021 |
| Secretario de despacho | Alcaldía de Medellín     | 2 de enero de 2012       | 31 de diciembre de 2015  |